# Franco Costa
Franco Costa (Génova, 6 de junio de 1904-Ibidem., 22 de enero de 1977) fue un arzobispo católico italiano.

## Biografía
Nació en Génova, en 1904. Hijo de Franco y María Zunini. Tras completar la educación básica en el instituto Vittorino da Feltre y en el liceo clásico Colonibo (1923), realizó sus estudios universitarios en la facultad de Derecho de la Universidad de Génova (1927). En sus años universitarios se afilió a la Federación Universitaria Católica Italiana (FUCI), llegando a ser presidente del club genovés (desde 1925) y consejero nacional (desde 1927). En esos años entró en contacto con importantes exponentes del mundo católico genovés e italiano: Giovanni Battista Montini, el cardenal de Génova Carlo Dalmazio Minoretti, el político y docente Antonio Boggiano Pico, el jurista y político Camillo Corsanego, el religioso y sacerdote Luis Orione, entre otros. Todos ellos, en mayor o menor medida influyeron en su formación. Esta primera fase de su vida se caracterizó por una marcada sensibilidad por los valores e ideales propios de la espiritualidad de la época: visión positiva de la realidad, libertad de los hijos de Dios, atención a los pobres. Anteriormente, a partir de 1919, había formado parte, primero como miembro simple y luego (a partir de 1922) como presidente del grupo de estudiantes secundarios católicos, asistido espiritualmente por el sacerdote Girolamo Revendini.
Tras su ordenación sacerdotal (1931) fue asistente en la FUCI de Génova, y posteriormente asistente central adjunto junto con Emilio Guano (1933-1955), y asistente central de la FUCI (hasta 1963).
El 20 de abril de 1963 fue elegido obispo de Crema, siendo consagrado el 2 de junio. Ocho meses después, Pablo VI lo nombró asistente central de la Acción Católica. Costa colaboró con Vittorio Bachelet en el camino posconciliar de la asociación. El 18 de diciembre de 1963 fue nombrado arzobispo titular de Emaús, dejando la diócesis de Crema el 25 de febrero de 1964. Tras su participación en la Acción Católica en 1972 fue nombrado presidente de la comisión episcopal Justicia y Paz. Durante el Concilio Vaticano II intervino sobre el tema del apostolado de los laicos y del ecumenismo.
Falleció en Génova el 22 de enero de 1977.